# Хомутове
Хомуто́ве — село Новоазовської міської громади Кальміуського району Донецької області, Україна. Відстань до райцентру становить близько 19 км і проходить автошляхом Т 0508.
Із серпня 2014 р. перебуває на території, яка тимчасово окупована російськими терористичними військами.

## Загальні відомості
Хомутове підпорядковане Хомутівській сільській раді. Розташоване на обох берегах Грузького Яланчика, за 51 км від залізничної станції Сартана. Населення — 749 осіб. Сільській раді підпорядковані також населені пункти Бессарабка, Вітава, Сєдово-Василівка.
На території Хомутового міститься центральна садиба колгоспу ім. Леніна, який має 3516 га орної землі. У господарстві розвинуте м'ясо-молочне тваринництво, вирощуються зернові, технічні, овочеві культури. З допоміжних підприємств є майстерня для ремонту сільськогосподарської техніки.
У Хомутовому — середня школа, клуб, бібліотека. Є дитячі ясла. Працюють 3 магазини. На півночі село межує з відділом Українського державного степового заповідника АН УРСР — Хомутовським степом.

## Історія
Село засноване 1820 року як станиця Хомутовська наказним отаманом Війська Донського, генерал-ад'ютантом Михайлом Григоровичем Хомутовим. З моменту створення села основним заняттям його мешканців був вигул коней для Війська Донського.
Основу населення складало корінне населення даного регіону, Області Війська Донського, степів південної Росії — донські козаки. Згодом, по мірі налагодження зв'язків між різними регіонами і появою перспектив зайнятості, ще в 19 столітті в станиці з'явилися переселенці з України.
Станиця, як і весь регіон, зазнала великих втрат під час війни за народовладдя проти царського режиму у 1917–1923 років і політики розкозачення, тобто ліквідації імперського реєстрового козацтва, як окремого суспільного стану. Частина жителів була репресована, інші стали звичайними громадянами СРСР, слово «станиця» у назві населеного пункту було замінено на «село».

## Населення
За даними перепису 2001 року населення села становило 749 осіб, із них 86,92 % зазначили рідною мову українську, 12,68 % — російську, 0,27 % білоруську та 0,13 % болгарську мови.